# Карабек-батыр
Карабек-батыр — казахский героический эпос. Существуют два образца эпоса. Впервые записал житель Сибири Мауликей Юмашев (1834—1910) от жителя Омского округа Алжана Шокаманулы. Выпустил в Казани под названием «Қисса-и-Қарабек» (1882). На титульном листе книги указан как «Қарабек пен Қараман қиссасы». Эпос состоит из 1825 строк. Второй образец в 1940 записал член фольклорной экспедиции Марат Ахметов от жителя Аральского района жыршы Жанабергена Битимбайулы. Его объём — 7500 строк. Содержание двух образцов одинаковое, но в развитии истории, в строении стиха и объёме есть небольшая разница. Образец Алжана полный, у Жанабергена конец незавершен. Если в первом история начинается с похода Карабека против калмыкского хана Карамана, то во втором — с мольбы о ребёнке Кадырхана, отца главного героя. В первом образце Карабек жестоко наказывает предавшую его сестру, во втором — прощает. В двух образцах язык художественный. Произведение написано в жанре кара олен и жыра. Образцы Алжана, записанные Мауликеем, изданы в сбрниках «Батырлар жыры» в 1951, 1961 и в сборнике «Аксауыт» (1977, 2-я книга). Оба образца эпоса хранятся в Центральной научной библиотеке НАН РК.